# Aurora Galli
Pour les articles homonymes, voir Galli.
Aurora Galli (née à Milan le 13 décembre 1996) est une footballeuse italienne qui joue pour l'Everton et l'équipe nationale italienne.

## Carrière
Aurora Galli a joué pour l'Italie au Championnat d'Europe féminin de football 2017,.
En 2019, elle fait partie des 23 joueuses retenues afin de participer à la Coupe du monde organisée en France.
Le 28 juillet 2021, elle rejoint Everton.

## Palmarès
Torres
- Vainqueur de la Super Cup Féminine Italienne 2013

Juventus FC
- Serie A Gagnante 2017-2018